# Jacmel
Jacmel (haitsky Jakmèl) je město na Haiti, které je správním střediskem departementu Sud-Est. Nachází se v jižní části země při ústí řeky Rivière de la Cosse do zálivu Baie de Jacmel. Ve městě žije přibližně 138 000 obyvatel.
Původními obyvateli byli Taínové. Město založili Španělé v roce 1504 a obnovili je Francouzi v roce 1698. Tuhé boje se zde vedly v období haitské revoluce. V roce 1925 se Jacmel stal prvním elektrifikovaným sídlem v Karibiku a získal přezdívku „Město světla“. Město vážně utrpělo při zemětřesení v lednu 2010.
Město má přístav a letiště, hlavními vývozními artikly jsou káva, kakao a banány. Jacmel je také významným centrem uměleckých řemesel. V okolí se nacházejí pláže vhodné pro turistiku a atraktivní jezera Bassin Bleu s vodopády. Historické centrum připomínající svojí koloniální architekturou New Orleans bylo navrženo na zařazení mezi Světové dědictví. Od roku 2004 se zde koná mezinárodní filmový festival. Město je sídlem římskokatolické diecéze.
Jacmelským rodákem je spisovatel René Depestre.
Partnerským městem je Gainesville v USA.